# Hermann Lotze

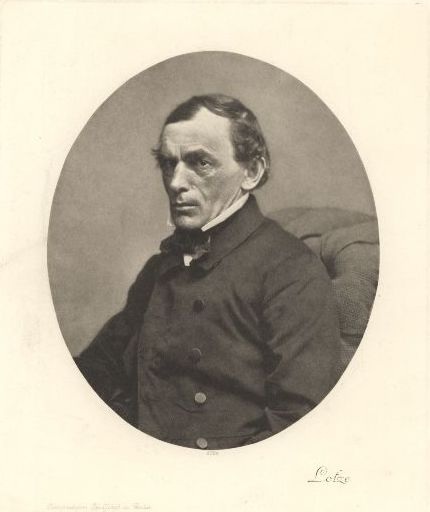
Hermann Lotze

Rudolf Hermann Lotze (Bautzen, 21 mei 1817 - Berlijn, 1 juli 1881) was een van de centrale figuren in de academische filosofie van het 19e-eeuwse Duitsland. Tot in de jaren 1920 behoorde hij tot de bekendste en meest besproken Duitse filosofen. Ook in het buitenland genoot hij een grote reputatie. Vergeleken met de protagonisten van het Duitse idealisme en de bekendste filosofen van de 19e eeuw, die meestal buiten de academische traditie werkten, is hij vandaag de dag (begin 21e-eeuw) veel minder bekend. 
- Bibsys: 90206968
- Biblioteca Nacional de España: XX1347764
- Bibliothèque nationale de France: cb121582511 (data)
- Catàleg d'autoritats de noms i títols de Catalunya: 981058510774706706
- CiNii: DA00873769
- Gemeinsame Normdatei: 118574574
- International Standard Name Identifier: 0000 0001 2126 7132
- Library of Congress Control Number: n79145390
- Nationale Bibliotheek van Letland: 000287566
- Mathematics Genealogy Project: 64465
- Bibliotheek van het Japanse parlement: 00523949
- Nationale Bibliotheek van Tsjechië: zmp2012705900
- Nationale bibliotheek van Australië: 35313422
- Nationale Bibliotheek van Israël: 987007264735805171
- Nationale Bibliotheek van Polen: a0000001198769
- Nationale en Universitaire bibliotheek Zagreb: 000363431
- Nederlandse Thesaurus van Auteursnamen: 069058423
- Réseau des bibliothèques de Suisse occidentale: 02-A011601106
- LIBRIS: 246062
- SNAC: w6dz0b44
- Système universitaire de documentation: 030098378
- Trove: 908034
- Virtual International Authority File: 32035339
- WorldCat: E39PBJth8969BRHQxjmqMRWYyd